# Jean-François Picheral
Jean-François Picheral (* 26. Februar 1934, Nîmes, Frankreich; † 12. Oktober 2024) war ein französischer Politiker. Er war Mitglied der Parti socialiste. Er war von 1989 bis 2001 Maire (Bürgermeister) von Aix-en-Provence und von 1998 bis 2008 Senator für Bouches-du-Rhône.

## Leben
Picheral wurde am 26. Februar 1934 in Nîmes geboren. Er war ein entfernter Cousin von Gaston Defferre (1910–1986), welcher von 1959 bis 1962 sozialistischer Senator und von 1953 bis 1986 Bürgermeister von Marseille gewesen war.
Jean-François Picheral war Radiologe.
Im Jahr 2001 kandidierte er bei den Kommunalwahlen in Aix-en-Provence für eine dritte Amtszeit. Obwohl seine Prognose vielversprechend war (62 % positive Stimmen) und Umfragen vor der Wahl darauf hindeuteten, dass er wiedergewählt werden würde, unterlag er gegen Maryse Joissains-Masini, der unabhängigen Kandidatin (die sich später der UMP anschloss) und Ehefrau von Alain Joissains, dem ehemaligen Bürgermeister von Aix von 1978 bis 1983.
2008 trat er auf der Liste des Sozialisten Michel Pezet gegen die scheidende UMP-Abgeordnete Maryse Joissains-Masini an und war ein entschiedener Gegner des offiziellen PS-Kandidaten Alexandre Medvedowsky. Im ersten Wahlgang erhielt seine Liste 10,14 % der Stimmen. Michel Pezet, der in die zweite Wahlrunde kam, kündigte den Rückzug seiner Partei an und rief dazu auf, für den PS-Kandidaten Alexandre Medvedowsky zu stimmen.
Er war Mitglied der Vereinigung Félibrige.

## Tod
Jean-François Picheral starb am 12. Oktober 2024 im Alter von 90 Jahren.

## Weitere Ämter
- Mitglied des Gerichtshofes der Republik (Cour de Justice de la République)
- Ehrenamtlicher Vertreter der Haute autorité de lutte contre les discriminations et pour l'égalité (Hohe Behörde für den Kampf gegen Diskriminierung und für Gleichberechtigung) in Alpes-Maritimes.
- Regionalrat der Provence-Alpes-Côte d’Azur
- Erster Vizepräsident des Generalrats von Bouches-du-Rhône (Conseil général des Bouches-du-Rhône)